# 忠烈亭
忠烈亭位于中国江西省九江市浔阳区庐山南路2号，甘棠公园内。
这是一座西式方亭，用混凝土砌筑，建于1920年代后期，用于纪念北伐军。
2004年10月，忠烈亭被列为九江市文物保护单位（3-19），2018年3月9号，忠烈亭列为江西省文物保护单位。